# سبيشا لايت
سبيشا لايت SpatiaLite هو امتداد مكاني لـ SQLite ، حيث يوفر وظيفة قاعدة البيانات الجغرافية المتجهة . سبيشالايت مشابهة لـ PostGIS و Oracle Spatial و SQL Server مع الامتدادات المكانية، على الرغم من أن SQLite/SpatiaLite لا يعتمدان على بنية العميل والخادم: فهما يعتمدان على بنية شخصية أبسط. بمعنى آخر، يتم تضمين محرك SQL بأكمله بشكل مباشر داخل التطبيق نفسه: قاعدة البيانات الكاملة هي ببساطة ملف عادي يمكن نسخه ونقله بحرية من جهاز كمبيوتر/نظام تشغيل إلى آخر مختلف دون أي احتياطات خاصة.
تقوم SpatiaLite بتوسيع الدعم المكاني الحالي لـ SQLite لتغطية مواصفات SFS الخاصة بـ OGC .  ليس من الضروري استخدام SpatiaLite لإدارة البيانات المكانية في SQLite، التي لديها تنفيذها الخاص لمؤشرات R-tree وأنواع الهندسة. ولكن هناك حاجة إلى SpatiaLite للاستعلامات المكانية المتقدمة ودعم إسقاطات الخرائط المتعددة. يتم توفير SpatiaLite بشكل أصلي لنظامي التشغيل Linux و Windows كمكتبة برمجية بالإضافة إلى العديد من الأدوات المساعدة التي تتضمن مكتبة SpatiaLite. تتضمن هذه الأدوات المساعدة أدوات سطر أوامر تعمل على توسيع نطاق أدوات SQLite الخاصة باستخدام وحدات الماكرو المكانية، وواجهة مستخدم رسومية للتعامل مع قواعد بيانات Spatialite وبياناتها، وأداة GIS بسيطة لسطح المكتب لاستعراض البيانات.
نظرًا لأنه عبارة عن ملف ثنائي واحد، يتم استخدام SpatiaLite أيضًا كتنسيق متجه GIS لتبادل البيانات الجغرافية المكانية.

## البرامج التي تدعم SpatiaLite
- سطح المكتب:
  - ESRI آرك جي آي اس منذ الإصدار 10.2 كـ "اتصال بقاعدة البيانات". [5]
  - يدعم كيو جي آي إس برنامج SpatiaLite الأصلي منذ الإصدار 1.1 [6]
  - أوتوكاد ماب 2013
  - خرائط عالمية [7]
  - يقدم OpenJUMP مكونًا إضافيًا.
  - FME (متوفر أيضًا كخادم)
  - يقوم برنامج TileMill renderer (يستخدم Mapnik) بقراءة SpatiaLite كمصدر للبيانات. [8]
  - برنامج Spatial Manager Desktop، [9] برنامج Spatial Manager لبرنامج AutoCAD، [10] برنامج Spatial Manager لبرنامج BricsCAD [11]
- (الخادم)الويب:
  - GeoServer عبر ملحق SpatiaLite. [12]
  - GeoDjango عبر وحدة GeoDjango. [13]
  - Web2py (إطار عمل الويب) الأصلي [14]
  - FeatureServer، خادم WFS . [15]
  - MapServer عبر مكتبة GDAL (OGR في الواقع). [16]
- الأدوات والمكتبات:
  - تقوم مكتبة OGR Simple Feature بقراءة وكتابة SpatiaLite منذ الإصدار 1.7 [17]
  - يدعم GeoTools SpatiaLite باستخدام وحدة JDBC . [18]
  - Mapnik ، برنامج عرض.
  - pyspatialite، مكتبة Python . [19]
  - يتضمن قرص DVD المباشر OSGeo برنامج spatialite بالإضافة إلى برنامج تعليمي قصير. [20]
- تطبيقات الويب:
  - GeoConverter - محول بيانات مجاني عبر الإنترنت يقرأ ويكتب العديد من تنسيقات ملفات متجهات GIS (بناءً على OGR)، بما في ذلك SpatiaLite. [21]

## المعايير
يدعم SpatiaLite العديد من المعايير المفتوحة من OGC وتم إدراجه كتنفيذ مرجعي لمعيار GeoPackage المقترح. 

## روابط خارجية
- www.gaia-gis.it/fossil/libspatialite/
- www.gaia-gis.it/gaia-sins/spatialite-cookbook/
- www.gaia-gis.it/gaia-sins/